# 小行星2860
小行星2860（2860 Pasacentennium）是一颗围绕太阳公转的小行星。1978年10月8日，埃莉諾·赫琳在帕洛马山发现了此天体。
該小行星以帕萨迪纳一百週年命名，以紀念美國加利福尼亞州帕薩迪納併入洛杉磯郡一百週年。
这颗小行星的绝对星等为70.80137843581284等。